# Markis

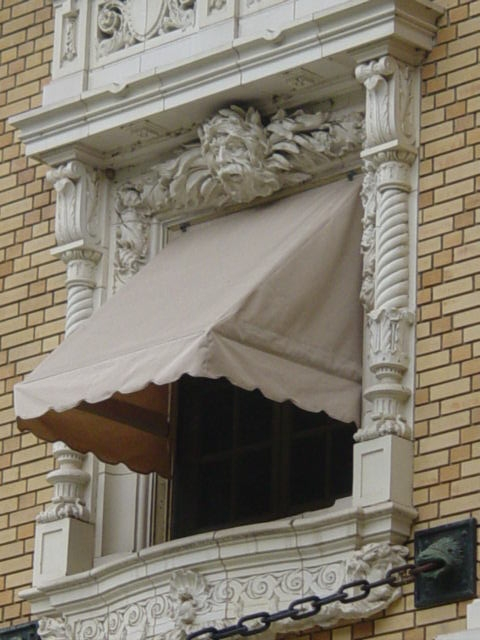
Beige markis.

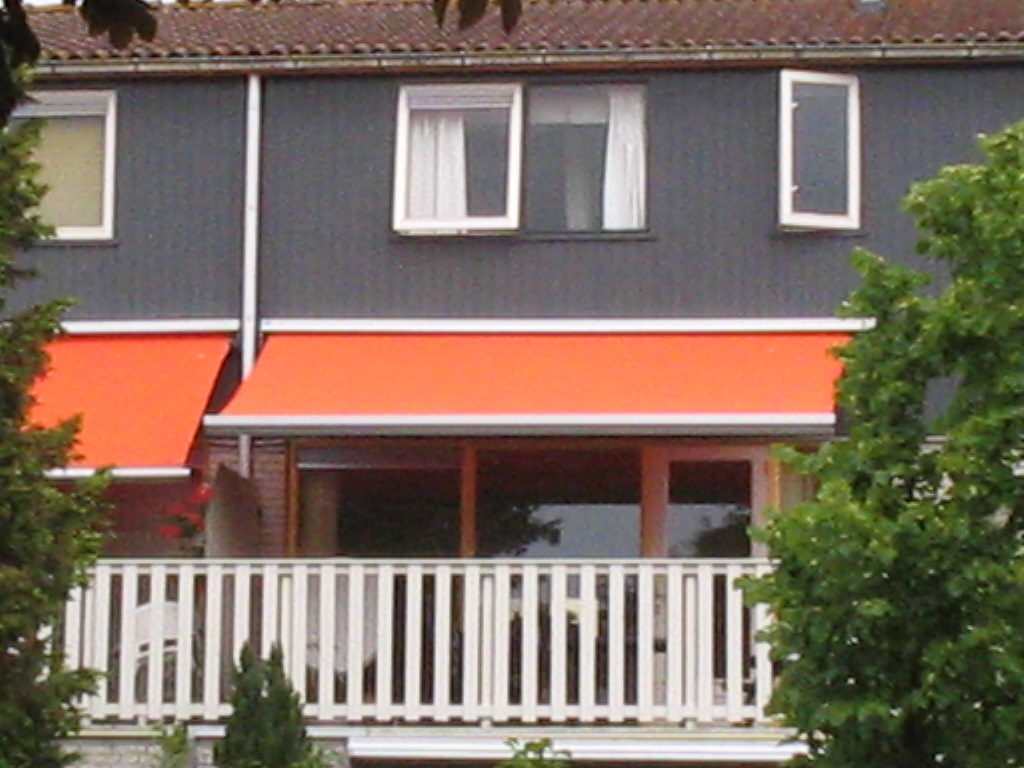
Hus med markiser i orange.

En markis är en utfällbar tygskärm ovanför fönster, dörrar eller altaner, som främst fungerar som solskydd. Vissa vevas ut, andra har en automatisk styrning som gör att de fälls ut när det blir soligt.